# Tzines

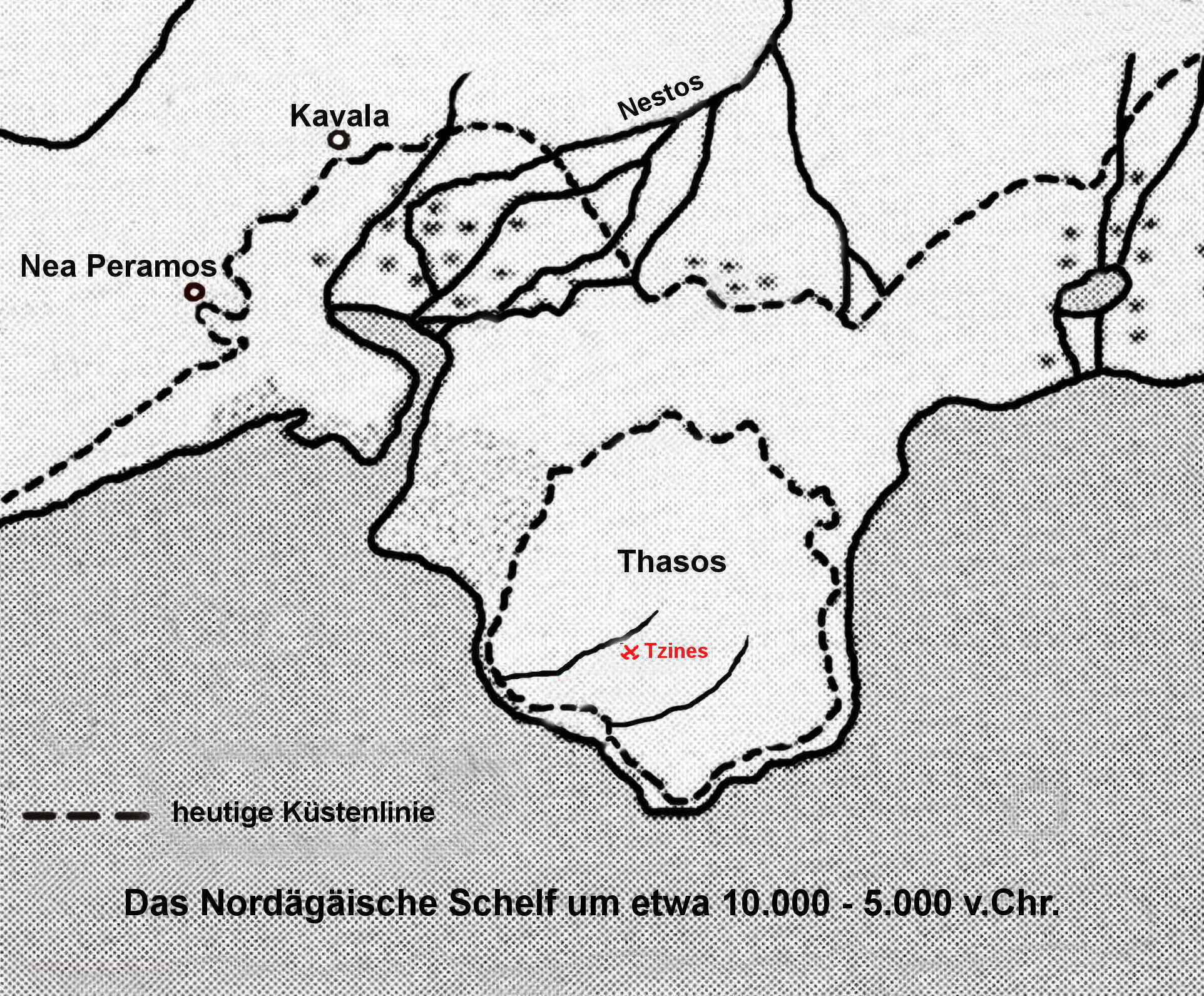
Halbinsel Thasos mit Rotocker-Mine Tzines

Auf der griechischen Insel Thasos wurde 1956 von einem deutschen Geologen in der Ortslage Tzines der älteste Untertagebergbau Europas entdeckt. Die 1981 erfolgte Erkundung durch die Ephorie Kavala und das Deutsche Bergbau-Museum Bochum bestätigte den Abbau von Rotocker im Jungpaläolithikum. Die Insel war zur damaligen Zeit innerhalb des Nordägäischen Schelfs noch mit dem Festland verbunden. Diese Befunde bilden den zugleich den Anfang der langen Bergbaugeschichte der Insel Thasos.
Lageskizzen und Grubenrisse, Bilder von Werkzeugen (ergraben wurden etwa 500 Abbauwerkzeuge) und von Untertage-Abbauräumen sind veröffentlicht. Ihre Darstellung an dieser Stelle wurde vom Griechischen Kulturministerium unter Bezugnahme auf das Gesetz zum Schutz des kulturellen Erbes (3028/2008) verweigert.